# Bunyols de vent

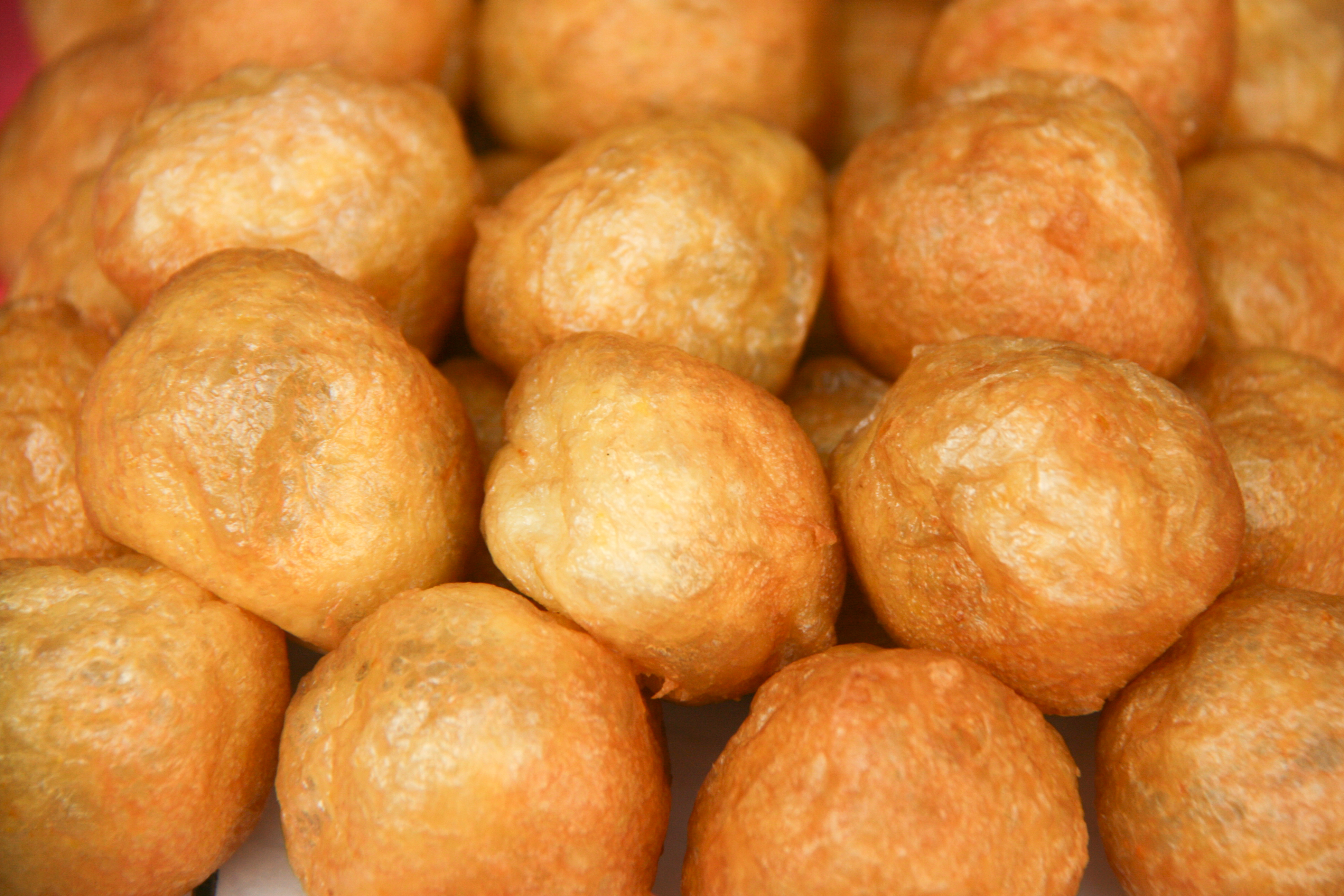
Detall d'uns bunyols de vent en una pastisseria de Madrid.

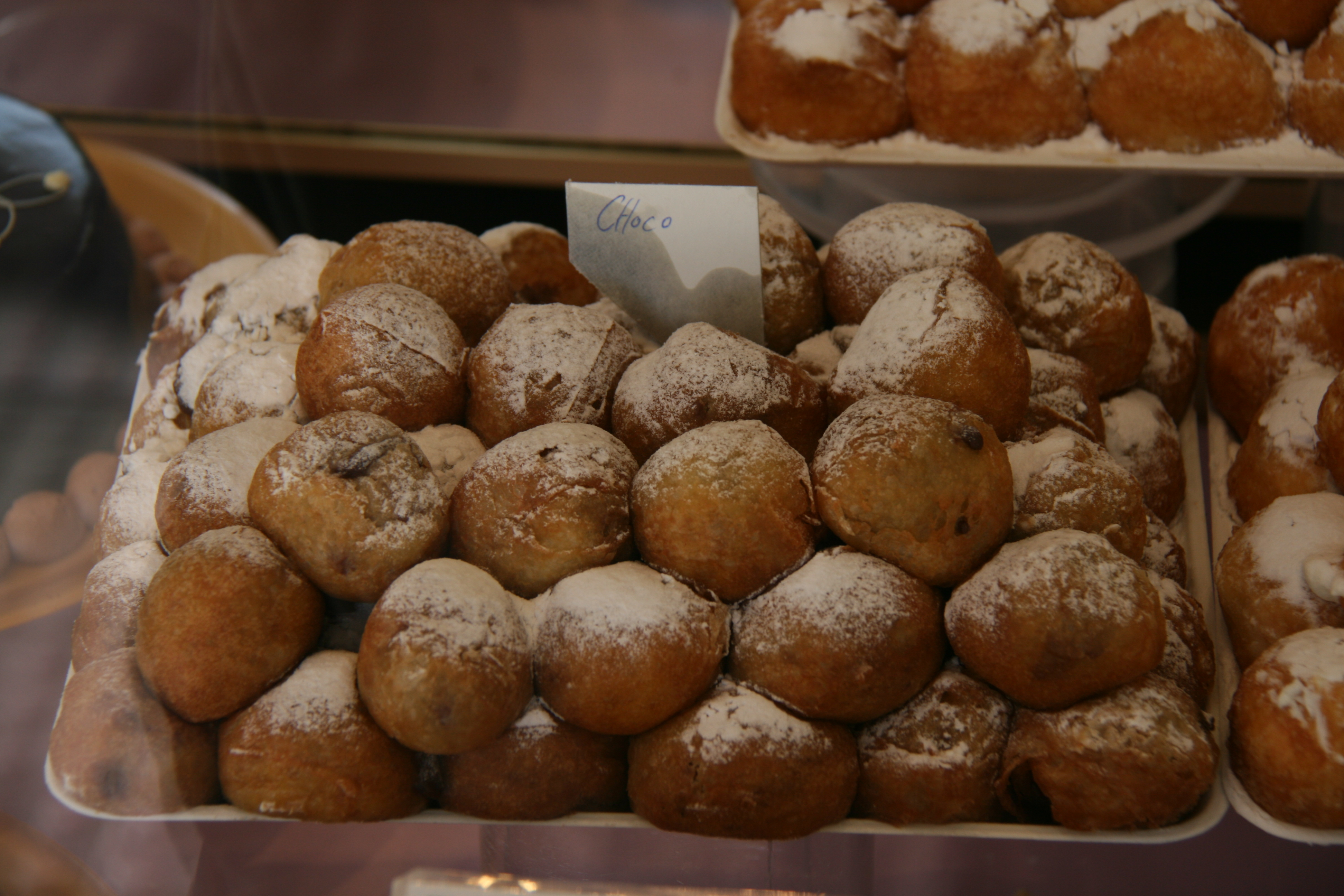
Safata de bunyols farcits de xocolata.

Els  bunyols de vent  són boles de massa elaborades amb farina de blat, llard i ous que resulta ser fregida a oli calent. La massa sol tenir forma de bola. La massa així fregida pot arribar a doblar el seu volum, és per aquesta raó per les quals se'ls denomina amb el sobrenom «de vent» (és a dir inflats). Els bunyols de vent poden ser farcits dolços de crema, xocolata, xantillí, etc. Són unes postres que apareix en les pastisseria sa començaments de novembre, ja que tradicionalment se serveixen en les celebracions de Tots Sants.

## Història
Els jueus sefardites elaboren des del segle x per celebrar la Hanukkà uns brioixos fregits amb farina de blat que anomenen bimuelos. La introducció d'aquests brioixos a la celebració de Tots Sants és una modificació cristiana, per la proximitat amb la Hanukkà jueva. Posteriorment es van fer molt famosos a Madrid, on van arribar a ser tan populars com els xurros.

## Característiques
Els bunyols de vent solen ser de petita grandària, amb prou feines 3 cm de diàmetre un cop elaborats. La forma rodona es pot fer a mà, encara que quan es té certa pràctica pot obtenir usant dues culleres. La dificultat d'aquestes postres és a la temperatura de l'oli, ja que si està poc calenta la massa cau al fons i s'ha de procurar que es mantingui a la superfície, però si està massa calenta es forma un embolcall seca al voltant del bunyol que impedeix que aquest creixi. Els farcits solen introduir després mitjançant una petita obertura elaborada a aquest efecte.

## Variants
A la cuina mexicana hi ha el bunyol de vent, però a diferència de l'espanyol s'elabora amb farina de blat de moro i s'aromatitza amb licor d'anís. A la cuina filipina hi ha receptes que es denominen de forma similar.